# Vidigueira
Vidigueira là một huyện thuộc tỉnh Beja, Bồ Đào Nha. Huyện này có diện tích 316 km², dân số thời điểm năm 2001 là 6188 người.